# Bucculatrix instigata
Bucculatrix instigata är en fjärilsart som beskrevs av Edward Meyrick 1915. Bucculatrix instigata ingår i släktet Bucculatrix och familjen kronmalar. Inga underarter finns listade i Catalogue of Life.